# Rosa (simbolo)

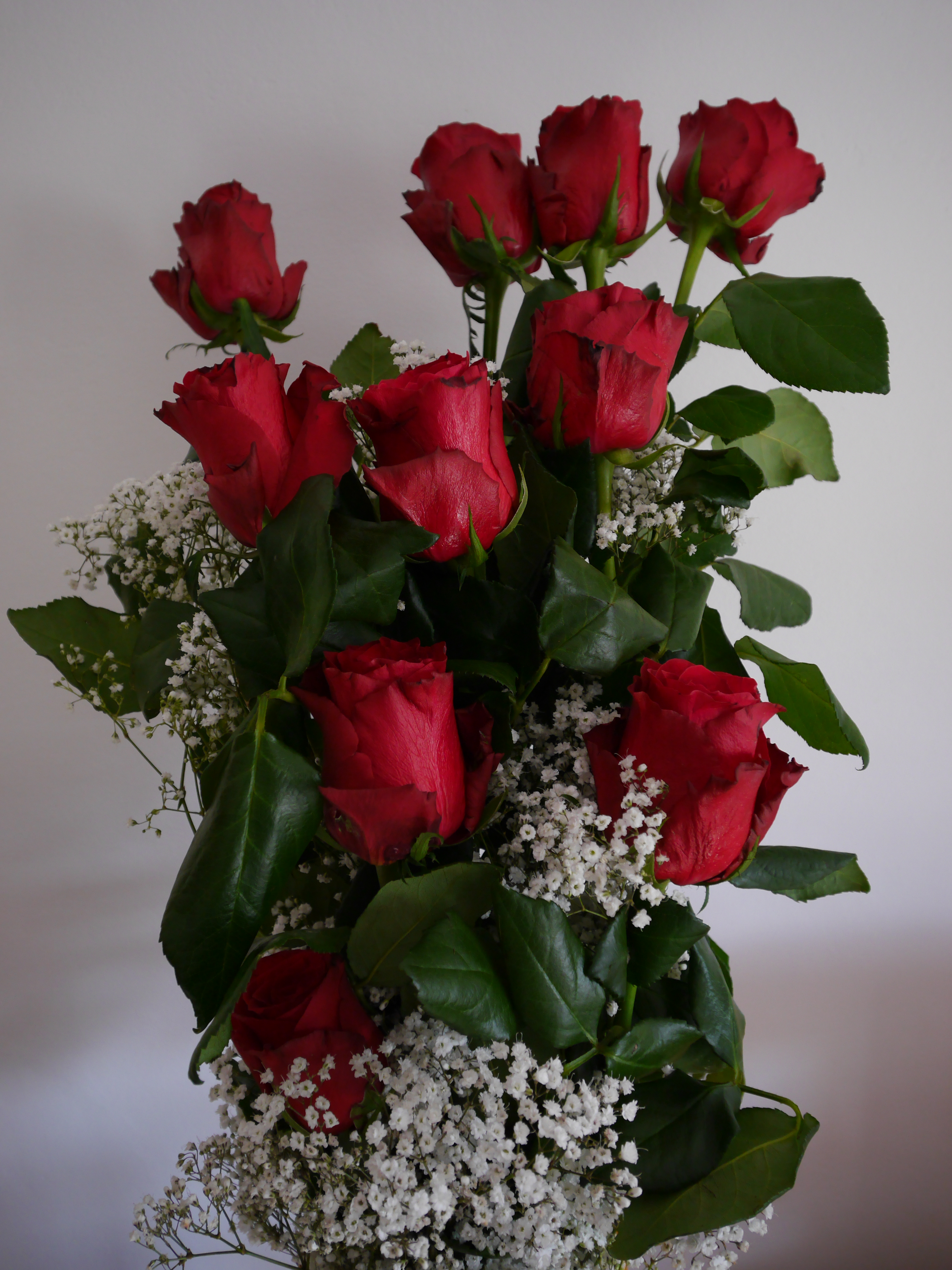
Delle rose rosse

Nell'immaginario collettivo, la rosa è stata associata a significati e simboli molto vari e complessi, secondo l'epoca e il luogo di riferimento, legate anche al colore assunto di volta in volta dal fiore. In particolare, può rappresentare in modo ambivalente tanto l'amore passionale quanto la purezza e la verginità, l'elevazione spirituale e la vanità, il segreto (come nell'espressione sub rosa), la bellezza, la sensualità, la decadenza (ad esempio dell'Impero romano).

## La rosa nell'antichità

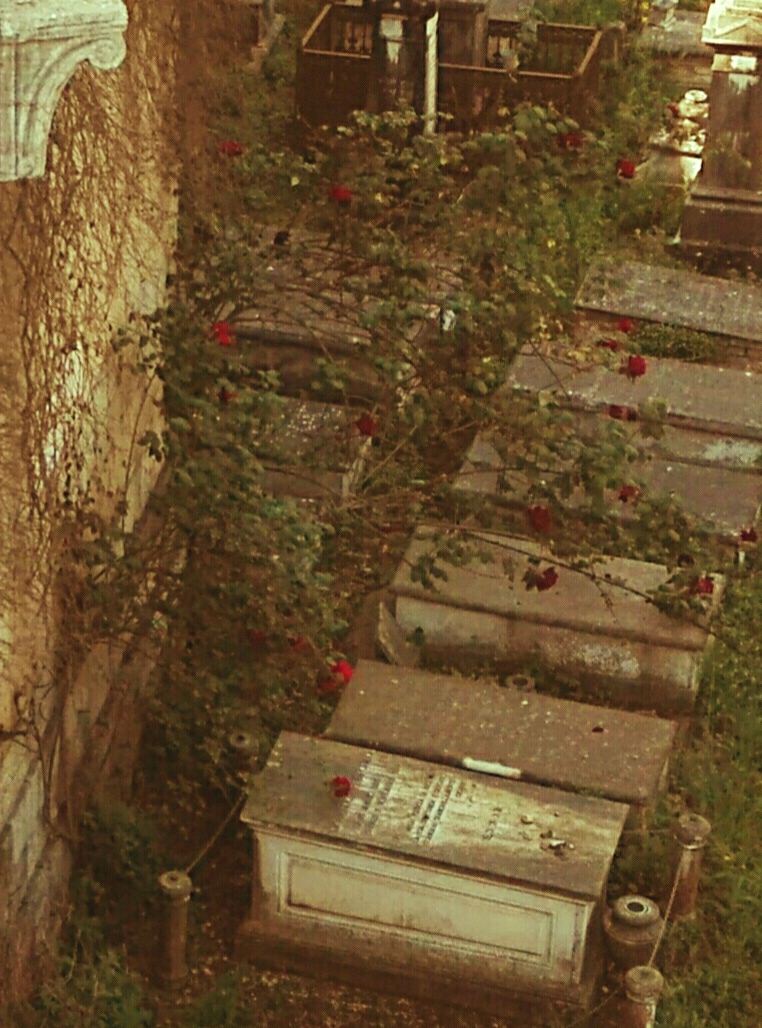
Rosa rossa in un cimitero

Nel mondo greco e romano, la rosa era associata al mito di Adone e Afrodite: la dea, innamorata del giovane cacciatore, nulla può fare per salvarlo dalla morte provocata dall'attacco di un cinghiale. Nel soccorrere l'amato, Afrodite si ferisce con dei rovi e il suo sangue fa sbocciare delle rose rosse. Zeus commosso dal dolore della dea, permette ad Adone di vivere quattro mesi nell'Ade, quattro nel mondo dei vivi, e altri quattro dove avrebbe preferito: per questo la rosa viene considerata simbolo dell'amore che vince la morte e anche di rinascita.
I Romani festeggiavano i Rosalia, legati al culto dei morti, in un periodo compreso tra l'11 maggio e il 15 luglio: questa festa delle rose si trasmise nel mondo cristiano, dove la Pentecoste è anche detta "Pasqua delle rose". La rosa era inoltre presente nel culto di Dioniso, per la credenza che impedisse agli ebbri di rivelare i propri segreti.

## La rosa nella mistica cristiana

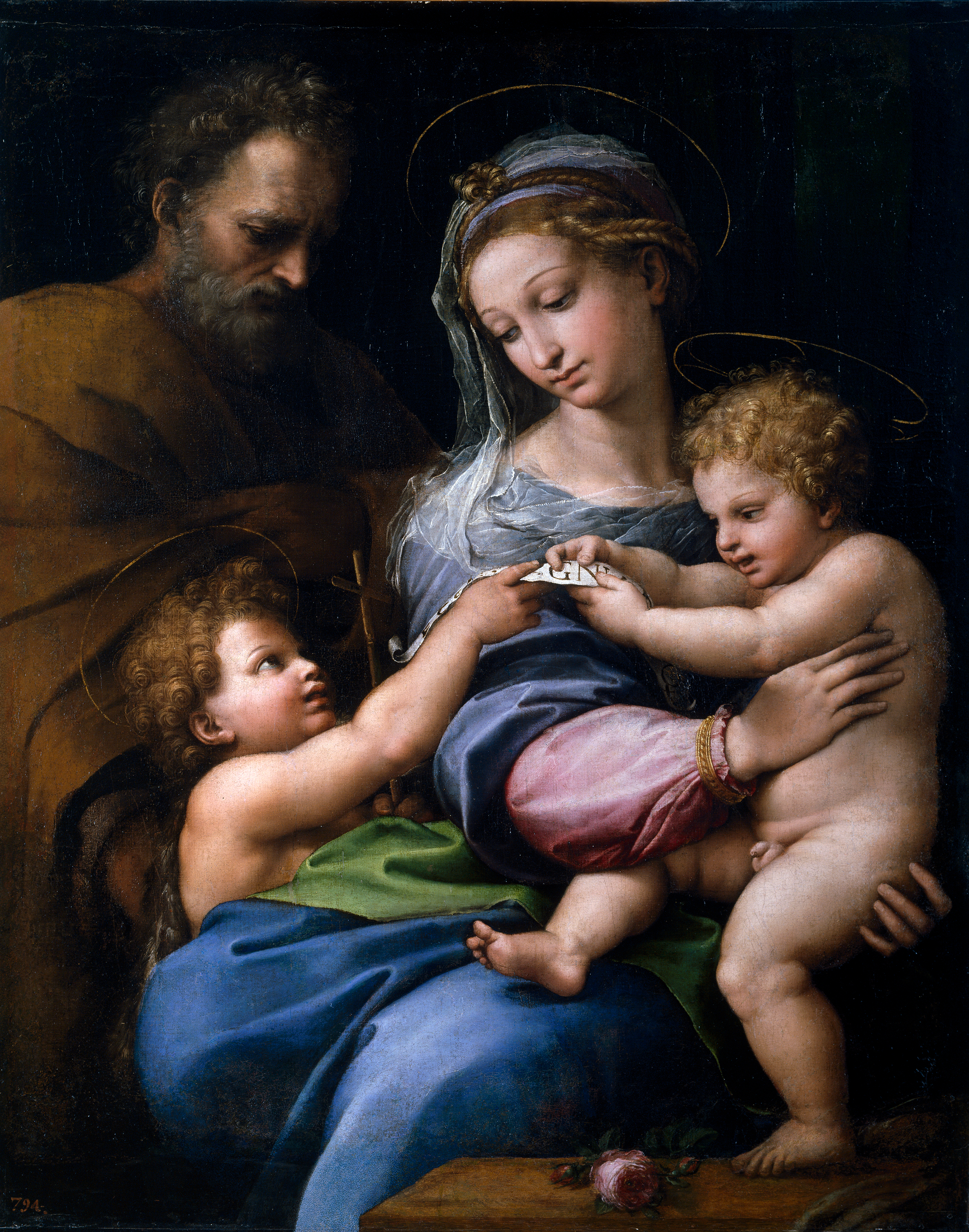
Raffaello, Madonna della Rosa, circa 1517, olio su tela, 103 × 84 cm. Museo Nazionale del Prado, Madrid.

Nell'iconografia della mistica cristiana la rosa, per la bellezza, il profumo, per il mistero della sua forma apprezzata da tempo immemorabile e per il colore per lo più rosso, il simbolo antichissimo dell'amore, indica la coppa che raccolse il sangue di Cristo o la trasformazione delle gocce di questo sangue o le ferite di Cristo stesso. A questa simbologia appartengono sia la coppa del Graal sia la rosa celeste (Candida Rosa) della Divina Commedia di Dante. È ricordata anche la rosa mistica delle Litanie della Madonna. 
Nel Medioevo la rosa era esclusivamente attributo delle vergini. Una rosa a cinque petali nel nimbo, sopra il confessionale, è il segno della discrezione. 
I rosoni delle finestre romaniche e gotiche sono in relazione con la simbologia astrale del cerchio e si rifanno a modelli mesopotamici (M'schatta) e a modelli siriaci e copti (ruota del sole, cerchio delle virtù, girotondo degli angeli e dei martiri). Non di rado vogliono ricordare l'armonia platonica delle sfere: la rivoluzione celeste dei pianeti o dei segni dello zodiaco col loro influsso sulla vita dell'uomo.
Inoltre spesso fanno riferimento a Cristo, il sole della giustizia. Quando i rosoni circondano il monogramma di Cristo, il segno del sole eterno, essi affermano la speranza nella vita eterna, nella città celeste. 

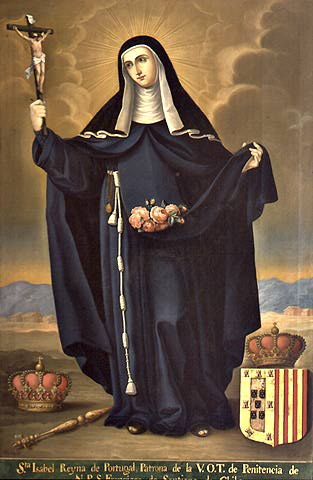
Santa Isabella, Regina del Portogallo, Museo Colonial de San Francisco. Santiago, Chile.

L'unione della croce greca con la croce di Sant'Andrea per una figura circolare di dieci parti, acquistava grande importanza per la disposizione dei vari elementi e per la simbologia dei numeri. Il numero dieci indicava la perfezione e il compimento, l'ordine e l'assolutezza.
La rosa è attributo di santi: tra gli altri, di santa Casilde di Burgos, santa Dorotea, santa Elisabetta d'Ungheria, santa Elisabetta del Portogallo, santa Rosalia di Palermo, santa Rosa da Lima, santa Rosa da Viterbo, santa Rita, santa Teresa di Lisieux. La leggenda della trasformazione del pane in rosa viene raccontata sia in riferimento a santa Elisabetta sia a san Diego di Alcalà.

## La rosa dei Rosacroce

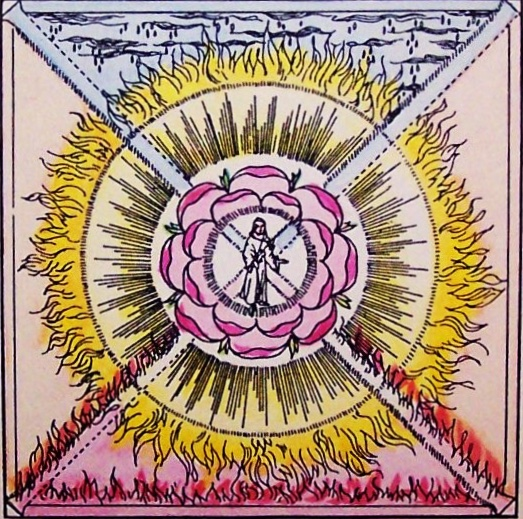
Simbolo rosacrociano con Cristo al centro della rosa e di una croce di sant'Andrea.

La rosa ha un ruolo particolare nel Medioevo e in particolare nei Rosacroce, uno dei gruppi cristiani esoterici più rilevanti della storia del pensiero che fa riferimento a quell'evento che si innesta nella tradizione del pensiero ebraico e che nello stesso tempo lo rivoluziona: la vicenda del rabbi Ieschua di Nazareth. In questa simbologia la rosa rosacrociana a cinque petali sta al centro della croce del Cristo rappresentandone così il suo Sacro Cuore. Questa è la quinta rosa essendo le altre quattro poste ognuna alle estremità di ogni ramo della croce. E se il quattro rappresenta la compiutezza, la quinta rosa ne è la sua riapertura al divenire.

## La rosa nell'arte

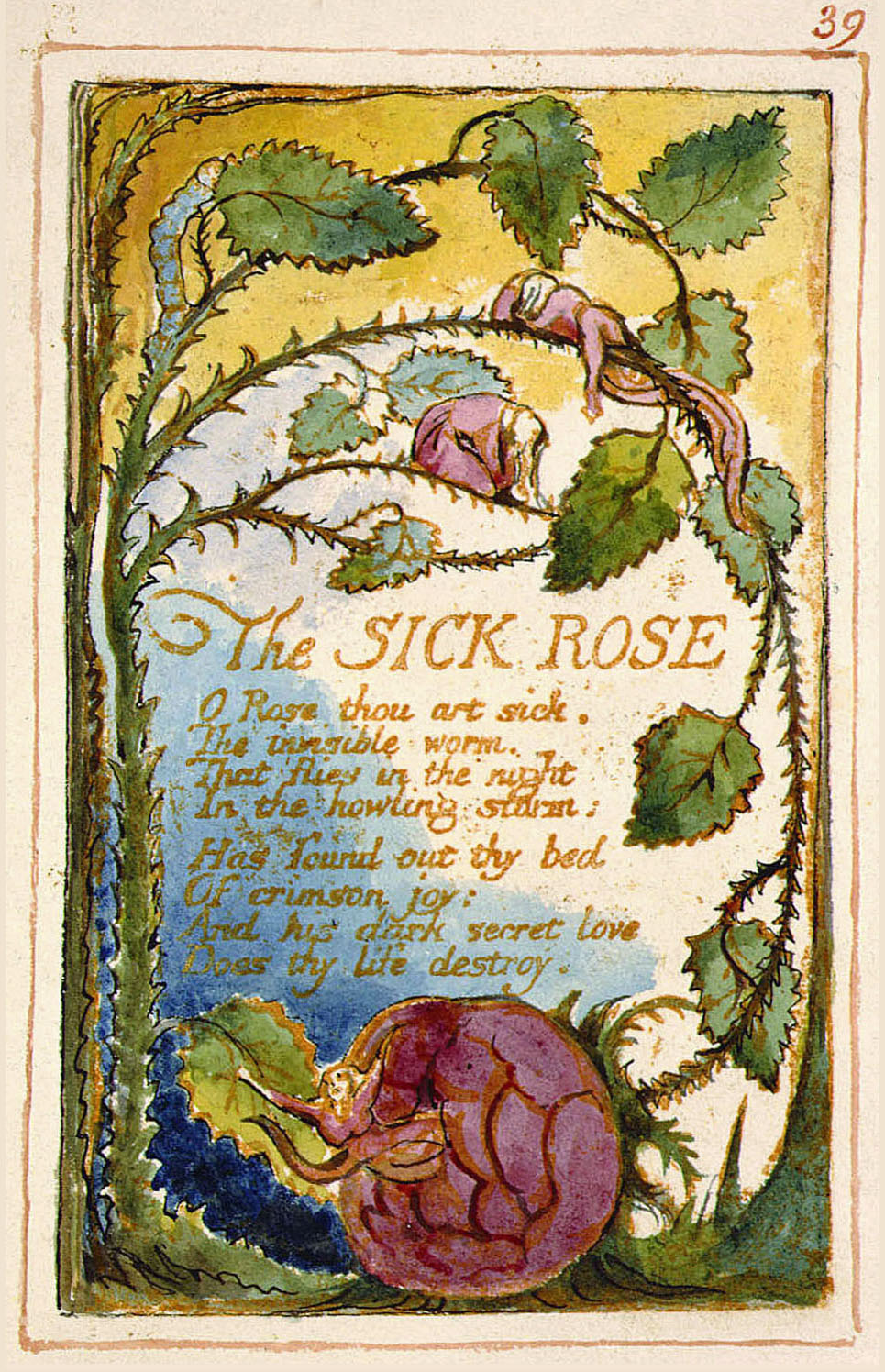
William Blake, The Sick Rose

La rosa incorona i poeti ed è legata ad eventi conviviali; è simbolo dell'amore che trionfa; è legata alla mitologia di Venere e Adone, come anche a Cupido, punto da una spina. 
Nella simbologia funebre, indica i martiri e i tormenti da loro subiti a causa della Fede: santo Stefano indossa una corona di rose nella processione dei martiri in Paradiso.
Le spine spuntarono dopo la cacciata dell'Eden, per ricordare all'uomo le perdute dolcezze del Paradiso e il Peccato originale.
Associata al gelsomino è simbolo della fede; se rossa, indica la Carità, se bianca rappresenta la purezza virginale.

## La rosa nella letteratura
Nella serie di romanzi delle Cronache del ghiaccio e del fuoco una rosa dorata è usata come simbolo della famiglia di Casa Tyrell.
Rosa fresca aulentissima è un importante testo poetico medievale del poeta siciliano Cielo d'Alcamo.
La Candida Rosa nel Paradiso dantesco è un anfiteatro con sedili a forma di rosa su cui stanno le anime dei beati.
"Cogli la rosa" è l'inizio di una serie di versi nel Corinto, poemetto bucolico di Lorenzo il Magnifico, mentre il sonetto 54 di William Shakespeare tratta del contrasto tra rosa selvatica e rosa coltivata.
Il ciclo della rosa sono tre romanzi (Il piacere, L'innocente, Il trionfo della morte) scritti da Gabriele D'Annunzio nei quali dominano i temi della voluttà e della sensualità.
Nel romanzo Il Piccolo Principe di Antoine de Saint-Exupéry, la rosa del protagonista ha un'importanza fondamentale nella trama.
Il nome della rosa è un notissimo romanzo di Umberto Eco (1980), ambientato nel Medioevo.

## La rosa come simbolo politico
Una rosa rossa, spesso tenuta in un pugno, è il simbolo del socialismo e della socialdemocrazia, a partire dall'Internazionale Socialista. È attestata nei partiti laburisti, socialisti e socialdemocratici dei seguenti stati, soprattutto dopo la seconda guerra mondiale: Argentina, Brasile, Bulgaria, Cile, Danimarca, Finlandia, Francia, Irlanda, Italia, Norvegia, Paesi Bassi, Portogallo, Regno Unito, Spagna, Svezia, Svizzera e Uruguay.

In Italia, in particolare, comparve nel simbolo e nel nome della Rosa nel Pugno.
Nella Germania nazista, fu chiamato Rosa Bianca uno dei maggiori movimenti di opposizione al regime hitleriano.
Il simbolo della X Flottiglia MAS, un'unità combattente della Repubblica Sociale Italiana, era un teschio con una rosa rossa in bocca.
Nell'Inghilterra del secolo XV fu combattuta una sanguinosissima guerra dinastica denominata Guerra delle Due Rose tra le famiglie aristocratiche dei Lancaster e degli York che avevano nei loro stemmi  rispettivamente la rosa rossa e la rosa bianca.

## La rosa nella toponomastica
Il comune veneto di Rosà deve il proprio nome a questo fiore che cresceva rigoglioso lungo le numerose rogge che attraversano il territorio comunale dal '400. Tale fiore valse al luogo l'appellativo in lingua veneta di roxata da cui deriva l'odierno Rosà. Una rosa su sfondo azzurro campeggia ancora oggi sullo stemma comunale.

## rose dal gambo lungo leggenda
Secondo un’antica leggenda, la rosa dal gambo lungo nacque dall’unione proibita tra due spiriti celesti: Aelion, custode della costanza, e Lira, dea delle emozioni. Per lasciare una traccia del loro amore sulla Terra, chiesero ai Saggi delle Stelle di trasformarlo in una forma visibile: nacque così la rosa, simbolo dell’amore umano.
Il gambo lungo rappresenta la durata della relazione: più è lungo, più l’amore è forte e resistente nel tempo.
I ramoscelli simboleggiano le complicazioni nella coppia: piccole deviazioni che, se trascurate, possono avvolgere e appesantire il legame.
Le spine, invece, non sono ostacoli ma verità dolorose: ogni spina è una prova d’onestà o un momento difficile che rafforza il sentimento, se affrontato con rispetto.
Ancora oggi, si dice che ogni volta che due persone si amano sinceramente, una rosa dal gambo lungo cresce in un giardino celeste. Non perfetta, ma autentica.